# Ліпаза

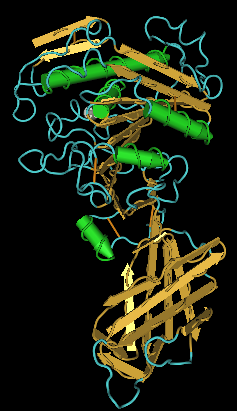
Комп'ютерна модель панкреатичної ліпази (PLRP2) морської свинки.

Ліпаза — водорозчинний фермент-естераза (КФ 3.1.-), що каталізує гідроліз нерозчинних естерів — ліпідних субстратів, допомагаючи перетравлювати, розчиняти і фракціонувати жири. Більшість ліпаз діють на специфічний фрагмент гліцеринового скелета в ліпідному субстраті (A1, A2 або A3).

## Функція
Ліпаза разом з жовчю перетравлює жири і жирні кислоти, а також жиророзчинні вітаміни A, D, E, K, обертаючи їх на тепло і енергію. Ліпопротеїнліпаза розщеплює ліпіди (тригліцериди) у складі ліпопротеїнів крові і забезпечує таким чином доставку жирних кислот до тканин організму.
Фермент, що каталізує гідроліз тригліцеридів. У тонкому кишечнику ліпаза відповідає за розщеплення нейтральних жирів — тригліцеридів — складних ефірів гліцеролу і вищих карбонових кислот. Рівні ліпази в сироватці не мають достовірних відмінностей у чоловіків і жінок.

## Патологія
При запаленні підшлункової залози цей фермент потрапляє в кров'яне русло. Після гострого панкреатиту активність ліпази в сироватці зростає через 4 — 8 год, досягаючи піку через 24 год, і знижується через 8 — 14 днів. Визначення ліпази при панкреатиті має вищу клінічну чутливість і специфічність, ніж дослідження амілази.
При епідемічному паротиті рівень ліпази залишається нормальним, якщо в процес не залучена підшлункова залоза. Одночасне визначення цих двох ферментів дозволяє діагностувати поразку підшлункової залози 98% випадків.